# Oostmolen (Mijnsheerenland)
De Oostmolen is een wipmolen gelegen aan de N217 tussen Mijnsheerenland en Maasdam. De molen was bedoeld voor het bemalen van de polder Moerkerken, tegenwoordig op vrijwillige basis. Tot 1929 werd deze polder ook bemalen door de niet meer bestaande Westmolen. De Oostmolen was tot 1948 in bedrijf en heeft kort na de watersnoodramp van 1953 voor het laatst dienstgedaan. De molen is in 1969/'70 en in 2012/'13 gerestaureerd. Eigenaar is de Stichting tot Behoud van Molens in Binnenmaas.
In de Oostmolen bevindt zich een kleine woning, ingericht in de stijl zoals in de tijd dat de molen in bedrijf was, inclusief bedsteden en een toilet met afvoer op de achterwaterloop.

## Foto's

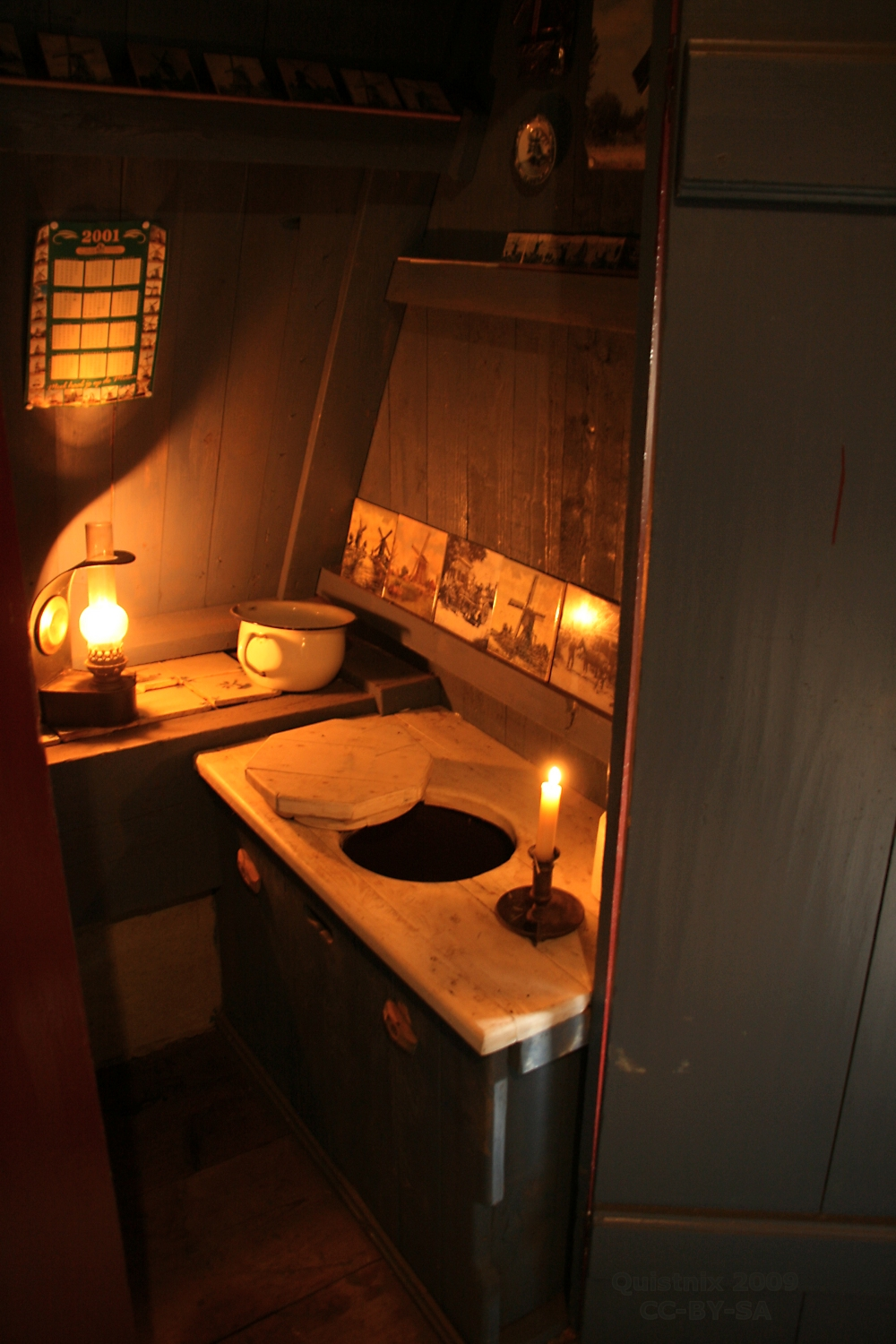
Toilet